# Фёдоров, Павел Сергеевич
Павел Сергеевич Фёдоров (7 декабря 1903, Москва, Российская империя — 14 декабря 1952, Москва, СССР) — советский военачальник, генерал-майор (05.10.1944).

## Биография
Родился 7 декабря 1903 года в городе Москве. Русский.

### Военная служба

#### Гражданская война
В мае 1919 года добровольно вступил в РККА в городе Алатырь Симбирской губернии и был зачислен красноармейцем в 1-й Симбирский стрелковый полк, с которым затем убыл на Восточный фронт. В его составе летом совершил поход от Вятки до Омска. После прибытия в Пермь на базе полка был сформирован 133-й батальон ВОХР, в его составе Федоров участвовал в ликвидации колчаковских отрядов в Оханском и Осинском уездах. Осенью 1919 года батальон убыл в Чердынский уезд, где вошел в состав Кай-Чердынского боевого участка (в период оккупации английскими войсками). С этим батальоном принимал участие в боях на Северном фронте против английских войск и зырянских отрядов. Затем батальон был переведен в Пермь, а оттуда направлен на Южный фронт для борьбы с генералом П. Н. Врангелем. В пути Фёдоров заболел, лечился в 1-м Московском коммунистическом госпитале. После выздоровления назначен во 2-й Московский территориальный округ, где служил самокатчиком. В июне 1920 года направлен в 4-й экспедиционный отряд им. Троцкого. В его составе участвовал в ликвидации банды Кухрова в Лебединском уезде Харьковской губернии. После возвращения в Москву отряд был расформирован, а Фёдоров продолжил службу во 2-м Московском территориальном округе.

#### Межвоенные годы
В августе 1921 года Фёдоров направлен на учёбу в Объединенную военную школу им. ВЦИК. После её окончания в сентябре 1924 года назначен в 250-й стрелковый полк, где занимал должности командира взвода, пулеметной роты, врид командира батальона. В декабре 1927 года переведен в Московскую пехотную школу им. М. Ю. Ашенбреннера, где проходил службу курсовым командиром, командиром пулеметной роты, начальником штаба батальона. Член ВКП(б) с 1927 года. С мая 1935 года в 155-м стрелковом полку на должности начальника штаба полка, в период с ноября 1937 года по октябрь 1938 года врид командира этого полка. В марте 1939 года майор Фёдоров был назначен старшим преподавателем тактики Минского военного училища. В июне того же года командирован на учёбу в Военную академию РККА им. М. В. Фрунзе.

#### Великая Отечественная война
Война застала подполковника Фёдорова слушателем 3-го курса академии в лагерях в районе городе Яворов. С началом боевых действий со всеми участниками сборов он убыл в Москву. В июле 1941 года досрочно выпущен из академии с дипломом и назначен начальником штаба 294-й стрелковой дивизии ОрВО, находившейся на формировании в городе Липецк. В сентябре дивизия убыла на Ленинградский фронт, где в составе 54-й армии вела оборонительные бои южнее Ладожского озера. Во второй половине октября — декабре 1941 года участвовал в Тихвинских оборонительной и наступательной операциях, в боях на волховском направлении.
В конце апреля 1942 года назначен командиром 86-й стрелковой дивизии Ленинградского фронта, которая в это время оборонялась по правому рект Нева на участке Пески, Невская Дубровка. В сентябре дивизия участвовала в Синявинской наступательной операции. Перед ней стояла задача форсировать р. Нева и овладеть плацдармом на участке Арбузово, Анненское, Московская Дубровка. Части дивизии сумели переправиться через реку и захватить плацдарм, но удержать его не сумели. Понеся большие потери, они вынуждены были вернуться на исходные позиции. 23 октября 1942 года за неудачные бои полковник Фёдоров был отстранен от командования дивизией и зачислен в распоряжение Военного совета фронта.
5 декабря 1942 года Фёдоров был понижен в воинском звании до подполковника и назначен командиром 270-го стрелкового полка 136-й стрелковой дивизии. В январе 1943 года полк под его командованием в составе той же дивизии 67-й армии отличился в боях по прорыву блокады Ленинграда (операция «Искра»). В начале февраля допущен к и. д. командира 13-й стрелковой дивизии, части которой вели бои в районе северо-западнее Синявино. Весной 1943 года дивизия заняла оборону на участке Красный Бор — Усть-Тосно, где находилась до конца года. С января 1944 года её части в составе той же армии принимали участие в Ленинградско-Новгородской, Новгородско-Лужской наступательных операциях. После понесенных потерь дивизия была выведена в район Гатчины, затем в феврале вошла во 2-ю ударную армию и вела наступление в направлении ст. Азери (нарвское направление), имея задачу выйти к южному побережью Финского залива. В апреле полковник Фёдоров был ранен в правую руку и грудь, после чего находился в госпитале в Ленинграде.
После излечения в январе 1944 года назначен начальником штаба 109-го стрелкового корпуса. В этой должности летом в составе этого корпуса 21-й армии Ленинградского фронта отличился в Выборгской наступательной операции. После её окончания в конце июня он был назначен начальником штаба 108-го стрелкового корпуса этой же армии. Затем распоряжением Военного совета Ленинградского фронта корпус был передан 8-й армии и с Карельского перешейка переброшен в район Кингисепп — Сланцы, а оттуда — под Тарту во 2-ю ударную армию. Здесь полковник Федоров отличился в Таллинской наступательной операции. В декабре 1944 года корпус в составе той же армии был передан 2-му Белорусскому фронту и с января 1945	года участвовал в Восточно-Прусской, Млавско-Эльбингской наступательных операциях. В ходе последней генерал-майор Федоров тяжело заболел и был эвакуирован в госпиталь в Москву, где находился на лечении до конца войны.

#### Послевоенное время
В июне 1945 года назначен начальником 1-го Орджоникидзевского Краснознаменного пехотного училища. В июне 1946	года по личной просьбе переведен в строевые части и назначен командиром 11-й отдельной стрелковой Воронежско-Шумлинской Краснознаменной орденов Трудового Красного Знамени и Суворова бригады, входившей в состав 60-го стрелкового Братиславского корпуса СКВО. С января 1948 года назначен начальником 8-го отдела Управления боевой подготовки Сухопутных войск, с апреля — начальником отдела уставного и изучения опыта войны. С марта 1950 года был начальником 2-го отдела Военно-научного управления Главного штаба Сухопутных войск Советской армии. В июле 1950 года генерал-майор Фёдоров уволен в запас.
Проживал в Москве. Умер 14 декабря 1952 года, похоронен на Ваганьковском кладбище.

## Награды
- орден Ленина (21 февраля 1945) — за долголетнюю и безупречную службу в Красной Армии[4][b]
- орден Красного Знамени (7 февраля 1942) — за образцовое выполнение боевых заданий Командования на фронте борьбы с немецкими захватчиками и проявленные при этом доблесть и мужество[6]
- орден Красного Знамени (30 июля 1944) — за образцовое выполнение боевых заданий Командования на фронте борьбы с немецкими захватчиками и проявленные при этом доблесть и мужество[2][c]
- орден Красного Знамени (1944)[7]
- орден Красного Знамени (03.11.1944)[8][5]
- орден Красного Знамени (20.06.1949)[5])
- орден Суворова III степени (30.01.1943) изначально был представлен к ордену Ленина[9]
- орден Отечественной войны I степени (01.10.1944) изначально был представлен к ордену Суворова II степени[7]
- орден Отечественной войны I степени (16.02.1945) изначально был представлен к ордену Суворова II степени[10]
- медали, в том числе:
  - «XX лет Рабоче-Крестьянской Красной Армии» (1938)[7]
  - «За оборону Ленинграда» (1943)[7][2]
  - «За победу над Германией в Великой Отечественной войне 1941—1945 гг.» (1945)
  - «За взятие Кенигсберга» (1945)

## Комментарии
1. ↑  Дата рождения приведена по новому стилю
2. ↑  Награждение произведено по выслуге лет (25 лет) в соответствии с Указом Президиума ВС СССР от 4 июня 1944 года[5]
3. ↑  Изначально был представлен к ордену Кутузова II степени[2]